# Municipio de Wayne (condado de Wayne, Indiana)
El municipio de Wayne (en inglés: Wayne Township) es un municipio ubicado en el condado de Wayne en el estado estadounidense de Indiana. En el año 2010 tenía una población de 41217 habitantes y una densidad poblacional de 300,69 personas por km².

## Geografía
Según la Oficina del Censo de los Estados Unidos, tiene una superficie total de 137.08 km², de la cual 135.2 km² corresponden a tierra firme y (1.36%) 1.87 km² es agua.

## Demografía
Según el censo de 2010, había 41217 personas residiendo. La densidad de población era de 300,69 hab./km². De los 41217 habitantes, estaba compuesto por el 85.17% blancos, el 7.98% eran afroamericanos, el 0.27% eran amerindios, el 1.04% eran asiáticos, el 0.09% eran isleños del Pacífico, el 1.74% eran de otras razas y el 3.71% pertenecían a dos o más razas. Del total de la población el 3.76% eran hispanos o latinos de cualquier raza.